# 延川県
延川県（えんせん-けん）は、中華人民共和国陝西省延安市に位置する県。

## 歴史
西魏により文安県が設置された。598年（開皇18年）に隋により延川県と改称された。県名は県内を流れる秀延河に由来する。

## 行政区画
- 街道:大禹街道
- 鎮:永坪鎮、延水関鎮、文安駅鎮、楊家圪台鎮、賈家坪鎮、関荘鎮、乾坤湾鎮